# Streimannia
Streimannia varieseptata — вид грибів, що належить до монотипового роду  Streimannia.